# Estadio Tierra de Campeones
Estadio Tierra de Campeones – wielofunkcyjny stadion w Iquique w Chile. Służy przede wszystkich do rozgrywania meczów piłki nożnej.

## Sport
Na stadionie rozgrywa mecze klub Deportes Iquique. Stadion został zbudowany w 1993 roku i mieści 12 000 widzów.